# Euryarthrum rubricolle
Euryarthrum rubricolle är en skalbaggsart som beskrevs av Holzschuh 1991. Euryarthrum rubricolle ingår i släktet Euryarthrum och familjen långhorningar. Inga underarter finns listade i Catalogue of Life.